# Félix Ismael Rodríguez
Félix Ismael Rodríguez Mendigutía (nascido em 1941 em Havana, Cuba) é um anticastrista e ex-agente da Agência Central de Inteligência dos Estados Unidos, famoso por ter participado da Invasão da Baía dos Porcos, do interrogatório e execução de Che Guevara e pelos laços com George H. W. Bush durante o Caso Irã-Contras.

## Biografia
A família Rodriguez deixou Cuba quando ele tinha 18 anos. Seu tio foi Ministro de Obras Públicas durante o governo de Fulgencio Batista, em Cuba. Entre os anos de 1958 e 1959, Rodriguez esteve na polícia secreta da ditadura de Fulgencio Batista. Desde então, buscou manter o contato com grupos de guerrilheiros e paramilitares que visavam derrubar o governo de Fidel Castro. Após a revolução cubana, em 1959, ele e sua família se exilaram nos Estados Unidos. Félix frequentou a The Perkiomen School, na Pensilvânia, mas deixou o colégio para se unir à Legião Caribe Anticomunista, criada pelo presidente da República Dominicana Rafael Trujillo (presidente que apoiava um regime ditatorial), com a intenção de liquidar Fidel Castro em Cuba. Em setembro de 1960, ele se uniu ao grupo cubanos exilados na Guatemala, apoiados pela CIA, para receber treinamento militar. Eles eram chamados de Brigada 2506.
Também participou da fracassada invasão na Baía dos Porcos em Cuba, e, por isso, Rodriguez retornou a Perkiomen para continuar os seus estudos. Graduou-se em junho de 1960, onde foi então morar com os seus pais em Miami.
A serviço da CIA, e já no ano de 1967, Rodriguez teve como missão capturar Che Guevara na Bolívia. Em 1976, deixou de exercer funções na CIA.
Felix Rodriguez é um dos poucos intervenientes diretos na morte de Che (nos quais se inclui General René Barrientos, Mario Terán, Andrés Selich, General Juan José Torres, Coronel Joaquín Anaya, Coronel Toto Quintanilla, General Gary Prado, e Honorato Rojas) que ainda presentemente está vivo.

## Morte de Che Guevara na Bolívia

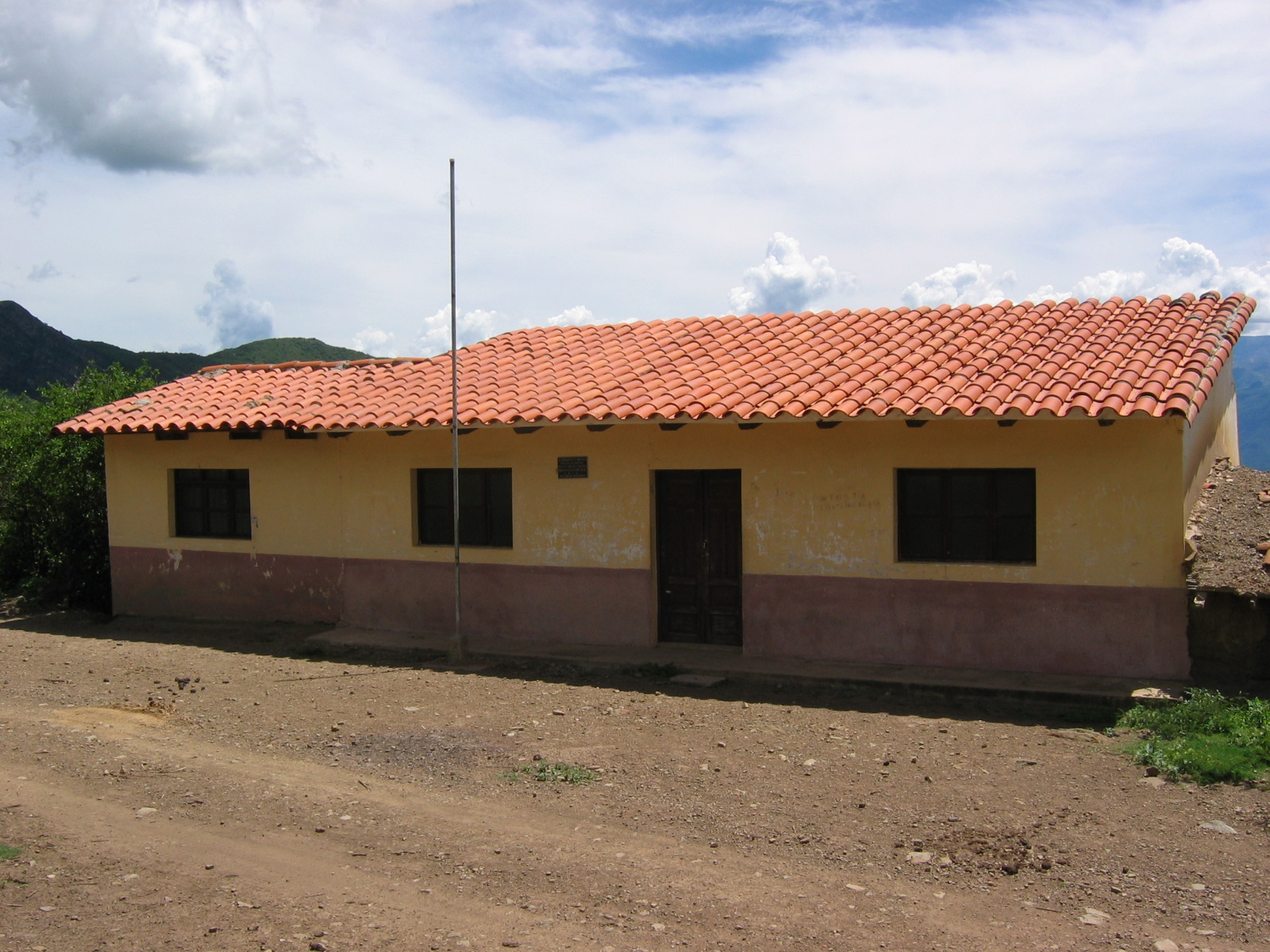
Escola de La Higuera, local onde Che Guevara foi morto

A 28 de abril de 1967 Bolívia e Estados Unidos assinaram um protocolo para criar, organizar e treinar o Segundo Batalhão Ranger para executar operações de contrainsurgência a floresta, com sede em Santa Cruz onde os guerrilheiros de Ernesto Che Guevara estavam instalados.
Rodriguez disse que a decisão da CIA em mandá-lo para a Bolívia para capturar e aniquilar Che Guevara veio após Regis Debray confirmar a presença do grupo de guerrilha de Che Guevara. Em junho, foi-lhe oferecida essa missão e em 01 de Agosto já estava em La Paz sob a identidade secreta de empresário Félix Ramos, acompanhado por um outro cubano-americano, Gustavo Villoldo.
Rodriguez mudou-se para a zona de combate, onde os  prisioneiros eram torturados e interrogados. Também foi quem enviou o 2.º Batalhão Ranger para a área de La Higuera, onde posteriormente foi morto Che Guevara.
No dia 8 de Outubro  de 1967, após a confirmação de que Che Guevara foi capturado em Quebrada del Yuro e enviado para La Higuera, e que estava preso na escola, Felix Rodriguez - conjuntamente com o coronel Joaquim Anaya - dirigiram-se para lá. Na escola de La Higuera, eles entrevistaram Che e fotografaram documentos que estava na posse do guerreiro argentino.
Ao meio-dia, de acordo com a sua própria declaração, Rodriguez recebeu pessoalmente a ordem do presidente René Barrientos de assassinar Che Guevara, recebendo a indicação oficial boliviana de que os tiros não tinham como objetivo o rosto para se poder simular de que tivera existido morte em combate. Depois disseram a Che Guevara que seria fuzilado. Foi então conduzido para fora da escola para serem tiradas as últimas fotografias. Às 13:10 ele foi executado pelo sargento Mario Terán, o que também matou outros dois prisioneiros.
Felix Rodriguez entrevistado por Claudio Gatti:
... Esse foi o pior momento da minha vida. Quando cheguei, Che estava sentado num banco. Quando ele me viu, disse: "Você veio aqui para me matar." Senti-me envergonhado e abaixei a cabeça sem responder. Então ele perguntou-me: "O que disseram os outros?". Eu respondi que não tinham dito nada e ele retorquiu: "Eles são uns bravos!". Eu não me atrevia a disparar. Naquele momento eu vi o Che grande, muito grande, enorme. Seus olhos  brilhavam intensamente. Quando ele me olhou fixamente, fiquei tonto. Eu pensei que com um movimento rápido Che poderia tirar-me a arma. "Por favor, calma ", disse ele. "Aponte-a bem! Vai matar um homem!" . Então dei um passo atrás, dirigindo-me para a porta. Fechei os olhos e disparei a primeira salva. Che, com as pernas quebradas, caiu no chão,  contorceu-se e começou a deitar muito sangue. Recuperei o meu ânimo e atirei a segunda salva de disparos, que feriu o seu braço, ombros e coração. Ele estava morto.
Após o assassinato de Che Guevara, Felix Rodríguez ordenou que o corpo de Che fosse amarrado a um helicóptero e transportado para a cidade vizinha de Vallegrande, onde foi exposto ao público por dois dias, antes de ser enterrado secretamente numa vala comum apenas descoberta em 1997.
A morte de Ernesto Guevara e a participação dos Estados Unidos nessa captura foi muito discutida. Originalmente, os Estados Unidos e o governo boliviano declararam publicamente que ele havia morrido em combate em 8 de outubro de 1967. No entanto, muitos confirmaram que ele foi visto em 9 de Outubro, após o meio-dia. Sendo que em 1975 começou a ser questionado o papel da CIA no assassinato de vários líderes políticos, a agência começou a liberar informações e, no caso particular de Che Guevarra, a mesma agência admitiu não ter participado no seu assassinato.